# Oregon County
Das Oregon County ist ein County im US-amerikanischen Bundesstaat Missouri. Im Jahr 2020 hatte das County 8.635 Einwohner und eine Bevölkerungsdichte von 4,2 Einwohnern pro Quadratkilometer. Der Verwaltungssitz (County Seat) ist Alton, das nach der gleichnamigen Stadt in Illinois benannt wurde.

## Geografie
Das County liegt im Südosten von Missouri in den Ozarks und grenzt im Süden an Arkansas. Es hat eine Fläche von 2050 Quadratkilometern ohne nennenswerte Wasserfläche. An das Oregon County grenzen folgende Nachbarcountys:
|                          | Shannon County          | Carter County              |
| Howell County            |                         | Ripley County              |
| Fulton County (Arkansas) | Sharp County (Arkansas) | Randolph County (Arkansas) |

### Schutzgebiete
- Grand Gulf State Park

## Geschichte
Das Oregon County wurde 1845 gebildet. Benannt wurde es nach dem Oregon-Territorium im Nordwesten.

## Demografische Daten
Nach der Volkszählung im Jahr 2010 lebten im Oregon County 10.881 Menschen in 4470 Haushalten. Die Bevölkerungsdichte betrug 5,3 Einwohner pro Quadratkilometer. In den 4470 Haushalten lebten statistisch je 2,39 Personen.
Ethnisch betrachtet setzte sich die Bevölkerung zusammen aus 96,3 Prozent Weißen, 0,4 Prozent Afroamerikanern, 1,2 Prozent amerikanischen Ureinwohnern, 0,4 Prozent Asiaten sowie aus anderen ethnischen Gruppen; 1,6 Prozent stammten von zwei oder mehr Ethnien ab. Unabhängig von der ethnischen Zugehörigkeit waren 1,4 Prozent der Bevölkerung spanischer oder lateinamerikanischer Abstammung.
22,3 Prozent der Bevölkerung waren unter 18 Jahre alt, 58,0 Prozent waren zwischen 18 und 64 und 19,7 Prozent waren 65 Jahre oder älter. 50,6 Prozent der Bevölkerung war weiblich.
Das jährliche Durchschnittseinkommen eines Haushalts lag bei 26.144 USD. Das Pro-Kopf-Einkommen betrug 15.093 USD. 24,0 Prozent der Einwohner lebten unterhalb der Armutsgrenze.

## Ortschaften im Oregon County
Citys
- Alton
- Koshkonong
- Thayer

Unincorporated Communities
| - Allen Ford - Bardley - Billmore - Boze Mill - Calm - Couch - Culp Ford - Elliot Ford - Farewell | - Garfield - Green Town - Greer - Jeff - Jobe - Lulu - McFry Ford - Myrtle - New Liberty | - Old Town - Riverton - Rover - Shelby - Sloan Ford - Thomasville - Turners Mill - Wilderness - Woodside |

## Gliederung
Das Oregon County ist in 18 Townships eingeteilt:
| Township                | Einwohner (2010) | FIPS     |
| ----------------------- | ---------------- | -------- |
| Big Apple Township      | 839              | 29-05338 |
| Billmore Township       | 100              | 29-05698 |
| Black Pond Township     | 164              | 29-06058 |
| Cedar Bluff Township    | 91               | 29-12232 |
| Couch Township          | 426              | 29-16768 |
| Falling Spring Township | 31               | 29-23608 |
| Goebel Township         | 247              | 29-27640 |
| Highland Township       | 475              | 29-32032 |
| Jeff Township           | 346              | 29-36692 |

| Township          | Einwohner (2010) | FIPS     |
| ----------------- | ---------------- | -------- |
| Jobe Township     | 106              | 29-37358 |
| Johnson Township  | 329              | 29-37412 |
| King Township     | 80               | 29-38756 |
| Moore Township    | 430              | 29-49754 |
| Myrtle Township   | 388              | 29-51068 |
| Ozark Township    | 70               | 29-55802 |
| Piney Township    | 2505             | 29-57854 |
| Thayer Township   | 3975             | 29-72844 |
| Woodside Township | 279              | 29-80944 |